# Marcouville (Bosguérard)
Marcouville, également Marcouville-en-Roumois, est une ancienne commune française du département de l'Eure.

## Toponymie
Le nom de la localité est attesté sous les formes Marcovilla, Marcosvilla, (p. d’Eudes Rigaud) et Marculfivilla.

## Histoire
En 1844, Marcouville fusionne avec Saint-Denis-du-Boscguérard pour former la nouvelle commune de Bosguérard-de-Marcouville.